# Khuwo Peljor
Khuwo Peljor foi um Desi Druk do Reino do Butão, reinou de 1736 até 1739. Foi antecedido no trono por Mipham Wangpo, tendo-lhe seguido Ngawang Gyaltshen.